# Dom Pedro de Alcântara
Dom Pedro de Alcântara – miasto i gmina w Brazylii, w stanie Rio Grande do Sul. Znajduje się w mezoregionie Metropolitana de Porto Alegre  i mikroregionie Osório.